# ارين لي
ارين لي (27 أغسطس 1987 في الهند - ) (بالإنجليزية: Warren Lee)‏ هو لاعب كريكت بريطاني. لعب مع Kent County Cricket Club ‏.

## وصلات خارجية
- ارين لي على موقع إي آس بي آن كريك إنفو (الإنجليزية)